# Monvalle
Monvalle là một đô thị ở tỉnh Varese trong vùng of Lombardia, có cự ly khoảng 60 km về phía tây bắc của Milan và khoảng 15 km về phía tây của Varese. Tại thời điểm ngày 31 tháng 12 năm 2004, đô thị này có dân số 1.812 người và diện tích là 4,1 km².
Monvalle giáp các đô thị: Besozzo, Leggiuno.